# Natan (profeta)
Natan (en hebreu נָתַן Nâthân) va ser un profeta hebreu que segons la Bíblia va viure en temps del rei David (segle x aC), sobre el que va exercir una considerable influència.
Natan va recriminar al rei per haver seduït a Betsabé, i haver donat mort al seu espòs Uries. Va aprovar que el rei decidís la construcció del Temple de Jerusalem, però li va predir que no seria ell, sinó el seu fill i successor qui el construís. i Finalment va aconseguir que el successor de David fos Salomó, resolent una difícil situació sobre els hereus. Dos dels fills del profeta, Atzaries i Zabud, van tenir alts càrrecs a la cort de Salomó.
Juntament amb Gad, vident i profeta, Natan va participar en l'organització dels cors de levites encarregats de la música sagrada. Alguns autors li atribueixen una Història de David i una altra de Salomó que no s'han conservat.